# Axa Aréna NTC
Pour les articles homonymes, voir Axa (homonymie).
L'Axa Aréna NTC — anciennement Sibamac Arena puis Aegon Arena — est une salle de spectacle et omnisports située à Bratislava. Elle fait partie du Centre National slovaque de Tennis (NTC ou Národné Tenisové Centrum).

## Histoire
Des concerts et des matchs de tennis s'y déroulent notamment. D'ailleurs, en décembre 2005, l'Aegon Arena a accueilli la finale de la Coupe Davis 2005 lors de laquelle la Slovaquie affrontait la Croatie.

## Événements
- Juin 2016 : Ligue européenne féminine de volley-ball, 1 match de phase finale.